# 1195 (szám)
Az 1195 (római számmal: MCXCV) az 1194 és 1196 között található természetes szám.

## A szám a matematikában
A tízes számrendszerbeli 1195-ös a kettes számrendszerben 10010101011, a nyolcas számrendszerben 2253, a tizenhatos számrendszerben 4AB alakban írható fel.
Az 1195 páratlan szám, összetett szám, félprím. Kanonikus alakja 51 · 2391, normálalakban az 1,195 · 103 szorzattal írható fel. Négy osztója van a természetes számok halmazán, ezek növekvő sorrendben: 1, 5, 239 és 1195.
Az 1195 negyvenhét szám valódiosztó-összegeként áll elő, ezek közül legkisebb a 2613.

## Csillagászat
- 1195 Orangia kisbolygó